# Heteronyx rothei
Heteronyx rothei är en skalbaggsart som beskrevs av Blackburn 1890. Heteronyx rothei ingår i släktet Heteronyx och familjen Melolonthidae. Inga underarter finns listade i Catalogue of Life.